# Liste der Ständigen Vertreter von Honduras bei den Vereinten Nationen in New York
Die Leiterin der honduranischen Vertretung bei den Vereinten Nationen in New York City vertritt die honduranische Regierung beim UN-Hauptquartier.
| Ernannt/Amt angetreten | Name                              | Bemerkungen | ernannt von der Regierung von  | Posten verlassen |
| ---------------------- | --------------------------------- | --- | ------------------------------ | ---------------- |
| 1945                   | Tiburcio Carías Castillo          | auch bei den Sitzungsperioden der Generalversammlung der Vereinten Nationen in Westminster Central Hall und Lake Success dabei. | Tiburcio Carías Andino         | 1950             |
| 1950                   | Marco Antonio Batres              | (* 1902 in Gracias (Lempira); † 1984 in Tegucigalpa), studierte Rechtswissenschaft an der Universidad de San Carlos de Guatemala, ab 1927 Rechtsanwalt, Richter, stellvertretender Sekretär der verfassungsgebenden Versammlung und Mitautor der Verfassung von 1936. Professor der Rechtswissenschaft, Generalstaatsanwalt, Finanzminister in der Regierung Juan Manuel Gálvez Durón, Ministre plénipotentiaire in San Salvador und Managua, Mitglied einer Grenzkommission. Vertreter von Honduras bei der zehnten Interamerikanischen Konferenz in Bogotá 1948 während des Bogotazos. Sekretär der National University. | José Ramón Villeda Morales     | Dez. 1957        |
| 6. März 1958           | Carlos Adrían Perdomo             | (* 26. August 1899 in ) schloss 1925 ein Studium an der Universidad Nacional de Honduras ab von 1925 bis 1933 Abgeordneter im Nationalkongress (Honduras) ab 1935 Gesandtschaftssekretär und Geschäftsträger in Washington, D.C. | José Ramón Villeda Morales     | 1958             |
| 1958                   | Francisco Milla Bermúdez          | [ 1 ] | José Ramón Villeda Morales     | 1963             |
| 1964                   | Policarpo Callejas Bonilla        | (* 17. September 1926 in Tegucigalpa; † 9. März 2013) 1943 Abitur am Liceo in Costa Rica, 1949 Bachelor der Psychologie der Johns Hopkins University, schloss 1954 ein Studium der Rechtswissenschaft und der Sozialwissenschaft ab, 1978 Ernennung zum Botschafter, 1983–1984 Mitglied der honduranischen Delegation bei den Treffen der Contadora-Gruppe, 1981–1988 Mitglied des Inter-American Juridical Committee, ab 1989 Richter am Interamerikanischen Gerichtshof für Menschenrechte. | Oswaldo López Arellano         | 1965             |
| 1965                   | Humberto López Villamil           | (* 20. März 1916 in Santa Rosa de Copán) 22 de enero de 2013 Botschafter in Lima | Oswaldo López Arellano         | 1969             |
| 1969                   | Francisco Salomón Jímenez Munguía | Geschäftsträger Rechtsanwalt | Oswaldo López Arellano         |                  |
| Sep. 1971              | José Ramón Villeda Morales        | im Amt verstorben | Ramón Ernesto Cruz             | 8. Okt. 1971     |
| 8. Okt. 1971           | Roberto Martínez Ordóñez          | | Ramón Ernesto Cruz             | 1977             |
| 1977                   | Mario Carias Zapata               | 1990–1994: Ministro de Relaciones Exteriores de Honduras, 9. Okt. 2002 – 3. Dez. 2010: Botschafter in Paris | Juan Alberto Melgar Castro     | 1982             |
| 1982                   | Enrique Ortez Colindres           | | Roberto Suazo Córdova          | 1983             |
| 1983                   | Héctor Roberto Herrera Cáceres    | (* 26. September 1943 in Puerto Cortés) Sohn von Graciela Cáceres de Herrera und Julio Herrera. Besuchte die Schule in Chile und in Sagrado Corazón de Puerto Cortés. | Roberto Suazo Córdova          | 15. Sep. 1986    |
| 15. Sep. 1986          | Roberto Martínez Ordóñez          | ministros de Obras Públicas | José Simon Azcona Hoyo         | 1987             |
| 1987                   | Jorge Ramón Hernández Alcerro     | (* 29. August 1948 in Ciudad de Comayagua) Sohn von Argentina Alcerro de Hernández und Julio Hernández López, seit 9. Juni 2013: Botschafter in Washington, D. C. | José Simon Azcona Hoyo         | 1988             |
| 1988                   | Roberto Martínez Ordóñez          | | José Simon Azcona Hoyo         | 1990             |
| 1990                   | Roberto Flores Bermúdez           | | Rafael Leonardo Calleja Romero | 1992             |
| 1992                   | Juan José Cueva Membreño          | Seit 2. März 2012: Botschafter in Buenos Aires | Rafael Leonardo Callejas       | 1994             |
| 1994                   | Gerardo Martínez Blanco           | (* 1938 in Trujillo (Honduras)) 1969: Abschluss eines Studiums der Rechtswissenschaft 1971 Rechtsanwalt an den Tribunales de la Republica, Professor der Universidad Nacional de Trujillo. | Carlos Roberto Reina           | 1997             |
| 1997                   | Hugo Noé Pino                     | | Carlos Roberto Flores Facussé  | 1998             |
| 1998                   | Ángel Edmundo Orellana Mercado    | | Carlos Roberto Flores Facussé  | 9. Sep. 2002     |
| 9. Sep. 2002           | Manuel Acosta Bonilla             | Enkel von Manuel Bonilla, Manuel Acosta Bonilla war Finanzminister im Kabinett von Oswaldo López Arellano | Ricardo Maduro                 | 2005             |
| 2005                   | Ivan Romero Martínez              | | Manuel Zelaya                  | 2007             |
| 2008                   | Jorge Arturo Reina                | | Manuel Zelaya                  | 2010             |
| 2010                   | Mary Elizabeth Flores Flake       | | Porfirio Lobo Sosa             |                  |